# Európa Szálló (Brassó)
A brassói egykori Európa Szálló épülete a Kolostor utcában áll. Mai formáját 1887-ben nyerte el, az évek során volt fogadó, szálloda, munkásotthon, lakóház; sőt, mozi is működött itt. Magyar vonatkozásban főként arról ismert, hogy állítólag ezen a telken hantolták el Székely Mózes fejét.

## Története
A hagyomány szerint a 17. század elején ezen a helyen állt Michael Weiss városi tanácsos (később városbíró) lakóháza, aki kertjében helyezte örök nyugalomra Székely Mózes erdélyi fejedelem fejét. 1603. július 17-én Radu Șerban havasalföldi fejedelem a brassói csatában legyőzte Székely Mózes seregeit, majd karóra tűzte a fejedelem fejét és a brassói főtéren parádézott vele. Michael Weiss egy alkalmas pillanatban megszerezte a fejet, és saját kertjében temette el azt. Más források szerint Weiss nem a fejet, hanem a testet temette el kertjében. Megjegyzendő, hogy a temetés mozzanatát sem Weiss naplója, sem a krónikások nem említik, így valóságtartalma kétséges.
A ház helyén épült fel később az Európa fogadó, melynek nagy udvarára egészen a Köszörű-pataki külső várfalig tudtak behúzni a szekerek. Ez már a 18. században is működött, a 19. században szállodává alakult, majd 1887-ben Peter Bartesch városi építész tervei alapján átépítették, mögötte pedig nagyméretű dísztermet emeltek. Ez utóbbi főleg vendéglőként szolgált, de különféle fogadásokat és ünnepségeket is tartottak itt, és a Várkert sétány felé is volt egy kijárata.
1889 nyarán az Erdélyi Magyar Közművelődési Egyesület ünnepség keretében márványtáblát helyezett el az épület falán, melynek felirata 1603 / Hős Székely Mózes feje itt porladt koszorutlan / Ámde a hű kegyelet kőbe iratta nevét / EMKE 1889.
1910 augusztusában a díszteremben állították ki Aurel Vlaicu repülőgépét. Később az épületet munkásszállónak nevezték ki. 1922 és 1924 között itt működött a Román Kommunista Párt első megyei szervezete, az 1930-as években pedig a brassói magyar szabadkőműves páholy. A dísztermet 1925-ben mozivá alakították át (Capitol majd Corso, a kommunizmus alatt Popular).
A kommunista hatalomátvétel után az épület falán tábla hirdette, hogy itt volt egykoron a párt megyei székhelye. Ugyanekkor a hatalom parancsot adott a Székely Mózes-emléktábla megsemmisítésére, a végrehajtással megbízott mérnök azonban hozzájárult a tábla megmentéséhez, amit végül a brassói unitárius templomban rejtettek el. A kommunizmus bukása után a táblát a templom portikuszában állították ki.
A mozi 2002-ben bezárt, állapota leromlott. 2018-ban megkezdték felújítását.

## Leírása
Háromszintes, neoklasszikus stílusú, nagy belső udvarral rendelkező épület. Két oldalról a Spitz-palota és a Schobeln-ház fogja közre. A mögötte álló nagyméretű csarnok (az egykori díszterem, majd mozi) túlnyúlik a külső várfalakon, hátsó kijárata a Várkert sétányra nyílik.
Az egykori Európa Szállónak 22 díszes szobája volt, vendéglőt és sörcsarnokot is üzemeltetett, és a 19. század végén ez volt az egyetlen szálló a régi városközpontban.